# Shawn Daivari
Shawn Daivari (Minneapolis, 30 de Abril de 1984) mais conhecido como Daivari, é um lutador de wrestling profissional persa-americano e manager que é melhor conhecido por trabalhar para a WWE como antigo manager de Muhammad Hassan, Kurt Angle, Mark Henry e The Great Khali.
Trabalhou na Total Nonstop Action Wrestling de 12 de Junho de 2008 até 2009. Passou desde então a ser conhecido como Sheik Abdul Bashir. Sheik foi demitido da TNA, quando Hulk Hogan e Eric Bischoff chegaram a empresa, depois de sua demissão, Shawn Daivari voltou a lutar circuitos independentes, assinando um contrato com a Ring of Honor. No último PPV da empresa o Glory by Honor IX, Shawn lutou contra Ediie Edwards Pelo ROH World Television Champion, mas acabou perdendo a luta. Apesar de não nascer no Irã, Daivari foi treinado por lá e estreou no wrestling em 2000.

## Carreira no Wrestling
- WWE (2004–2007)
- Professional Championship Wrestling (2007-Presente)
- Total Nonstop Action Wrestling (2008–2010)
- Ring of Honor (2010-Presente)

## Títulos e prêmios
- MAPW
  - MAPW Heavyweight Championship (1 vez)
- MIAW
  - MIAW Lightweight Championship (1 vez)
- NEO-PRO Wrestling
  - NEO-PRO Cruiserweight Championship (1 vez)
- Total Nonstop Action Wrestling
  - TNA X Division Championship (1 vez)